# Henry Ermice
Henry Ermice, né le 17 septembre 1870 à Saint-Germain-sur-Ay (Manche), où il est mort le 2 mars 1958, est l’auteur normand de monologues humoristiques sur cartes postales, dont Les Deux Canards et La Culotte à pont.